# خوش‌شانس (ترانه ریدیوهد)
خوش‌شانس (به انگلیسی: Lucky) نام آهنگی از گروه آلترنیتیو راک انگلیسی ریدیوهد است.در سال ۱۹۹۷ یک نسخه تبلیغاتی از آهنگ در فرانسه منتشر شد.

## پیش‌زمینه و ضبط
در سال ۱۹۹۵ زمانی که ردیوهد در تور آلبوم خمش‌ها بود اداوبراین برای تست کردن آلات موسیقی صدای موسیقی چند نته و بلندی ایجاد می‌کند.چند هفته بعد این صدای تصادفی در لیست پخش ردیوهد قرار می‌گیرد.در این زمان تهیه‌کننده برایان انو از ردیوهد برای ساخت یک آهنگ در آلبومی زنده به نامآلبوم کمک که دربارهٔ بچه‌های جنگ‌زده در بوسنی و هرزگوین است دعوت می‌کند.گروه در مدت ۵ ساعت و با توجه به قطعه تصادفی کنسرت آهنگی به نام خوش‌شانس می‌نویسد.تمامی اعضای گروه معتقدند که خوش‌شانس بهترین آهنگی بوده که ردیوهد تا آن زمان نوشته است.